# NGC 3878
NGC 3878 is een elliptisch sterrenstelsel in het sterrenbeeld Grote Beer. Het hemelobject werd op 29 april 1827 ontdekt door de Britse astronoom John Herschel.

## Synoniemen
- MCG 6-26-32
- ZWG 186.42
- NPM1G +33.0229
- PGC 36708